# Tunel Rokijski
Tunel Rokijski (ros. Рокский тоннель, Rokskij tonniel; oset. Ручъы тъунел, Rucz΄y t΄unel; gruz. როკის გვირაბი, Rokis Gwirabi) – tunel drogowy pod głównym pasmem Wielkiego Kaukazu, łączący Osetię Północną w Rosji z Osetią Południową w Gruzji.

## Historia
Tunel został ukończony w 1983, za czasów Związku Radzieckiego, a uruchomiony w 1986 roku. Jego długość wynosi 3730 m, znajduje się na wysokości około 2000 m n.p.m. Pobliska Przełęcz Rokijska znajduje się na wysokości ok. 3000 m n.p.m. i jest przejezdna tylko latem. W związku z tym tunel jest jedyną drogą łączącą Osetię Północną z Południową dostępną cały rok. Jest to jedna z trzech tras łączących Rosję z Gruzją. Przejście Gantiadi-Adler znajdujące się w Abchazji przez gruzińskie władze jest uznawane za nielegalne. Druga droga została zablokowana przez władze rosyjskie przy przejściu granicznym Stepancminda-Wierchnij Łars w czerwcu 2006 roku. Władze Osetii Południowej wykorzystując ten fakt zarządziły pobieranie opłat za przejazd tunelem. Opłaty stanowiły główne źródło dochodów budżetowych. Wówczas Gruzja – mając poparcie USA – rozpoczęła negocjacje sugerując, że tunel powinien być pod kontrolą międzynarodową, a nie jak wcześniej pod secesją osetyjską, czy pod kontrolą rosyjskich sił pokojowych.
Tunel Rokijski został wykorzystany przez rosyjskie oddziały zbrojne podczas wojny w Osetii Południowej w 2008 roku.
Przez tunel przechodzi droga transkaukaska.

## Nazwa
Na 41 posiedzeniu Komisji Standaryzacji Nazw Geograficznych poza Granicami Rzeczypospolitej Polskiej w dniu 29 października 2008 postanowiono przyjąć egzonim Tunel Rokijski dla tunelu w Rosji i Gruzji. Inne proponowane nazwy to: Tunel Roki i Tunel Rocki.
We wrześniu 2017 roku Biuro Prasowe Północnej Osetii wydało oświadczenie, że nazwa tunelu Roki powinna zostać zmieniona i zastąpiona im. Bilara Kobelieva, inicjatora tunelu i byłego przywódcy północnoosetyjskiego.

## Remont tunelu
W 2011 roku tunel został zamknięty z powodu remontu. Samochody mogły korzystać z równoległego małego tunelu wentylacyjnego zgodnie z opracowanym harmonogramem, który wprowadzał ruch wahadłowy. 5 listopada 2014 tunel został ponownie otwarty. Tunel został poszerzony, zaizolowano ściany oraz rozbudowano systemu bezpieczeństwa.